# Floyd Mahannah
Floyd Mahannah, né le 30 décembre 1911 à Memphis, au Tennessee, et mort le 1er octobre 1976 à Sebastopol, en Californie, est un écrivain américain, auteur de roman policier.

## Biographie
Il est âgé d'à peine 14 ans quand sa famille quitte le Tennessee pour s'installer en Californie. En 1935, il est le rédacteur en chef du journal étudiant de son collège. 
Après ses études, il exerce divers petits métiers avant de se consacrer uniquement à l'écriture, pendant que sa femme, qui est institutrice, assure un revenu au ménage. Après de nombreuses tentatives infructueuses, il parvient à faire paraître des nouvelles dans plusieurs magazines, dont le Ellery Queen's Mystery Magazine. Dans les années 1950, il publie également plusieurs romans noirs.  Pour gagner son bœuf (The Golden Goose), paru en 1951, raconte l'enquête compliquée de Riley Wadell, un détective privé fauché de Long Beach, en banlieue de Los Angeles, qui tente de sauver sa belle et jeune cliente d'une accusation de meurtre conjugal. Ce roman, où transparaît l'influence de Raymond Chandler, est suivi de trois autres titres dans la même veine, dont Un ange est cassé (The Broken Angel), paru en 1958, où un journaliste aide sa secrétaire à échapper à une bande de malfrats et à récupérer des bijoux volés.

## Œuvre

### Romans
- The Yellow Hearse ou No Luck for a Lady (1950)
- The Golden Goose ou The Broken Body (1951) Publié en français sous le titre Pour gagner son bœuf, Paris, Gallimard, coll. « Série noire » no 177, 1953
- Stopover for Murder (1956)
- The Golden Window ou Ivy (1957)
- The Broken Angel (1958) Publié en français sous le titre Un ange est cassé, Paris, Gallimard, coll. « Série noire » no 454, 1958

### Nouvelles
- Ask Maria (1949) Publié en français sous le titre Maria, ou la Gazette du village, Paris, Opta, Mystère magazine no 28, mai 1950
- Backfire (1950) Publié en français sous le titre Une fille de tout repos, Paris, Opta, Choc Suspense no 1, mai 1967 Publié en français dans une nouvelle traduction sous le titre Retour de flamme, dans Histoires de femmes fatales, Paris, Pocket no 3222, 1989
- Prognosis Negative (1953) Publié en français sous le titre Un cas sans espoir, Paris, Opta, Suspense no 15, juin 1957
- The Ungloved Hand (1953)
- Fire and Ice (1953)
- Murder Merry-Go-Round (1953)
- Where's the Money (1953) Publié en français sous le titre Un os à déterrer, Paris, Opta, Suspense no 8, novembre 1956
- The Hero (1954) Publié en français sous le titre Le Héros, Paris, Opta, Suspense no 12, mars 1957
- The Water Hole (1955)
- The High Trap (1955) Publié en français sous le titre La Souricière, Paris, Opta, Suspense no 5, août 1956
- Hang for Her (1956)
- Kill Me Not Lightly (1957)

## Adaptations

### À la télévision
- 1955 : Desert Ice, épisode 17, saison 2, de la série télévisée américaine City Detective (en), réalisé par Herschel Daugherty, avec Rod Cameron
- 1955 : Waterhole, épisode 8, saison 2, de la série télévisée américaine Studio 57, réalisé par John English, avec Beverly Garland et John Ireland

## Sources
- Claude Mesplède (dir.), Dictionnaire des littératures policières, vol. 2 : J - Z, Nantes, Joseph K, coll. « Temps noir », 2007, 1086 p. (ISBN 978-2-910-68645-1, OCLC 315873361), p. 278-279.
- Claude Mesplède et Jean-Jacques Schleret, SN, voyage au bout de la Noire : inventaire de 732 auteurs et de leurs œuvres publiés en séries Noire et Blème : suivi d'une filmographie complète, Paris, Futuropolis, 1982, 476 p. (OCLC 11972030), p. 257.
- Claude Mesplède  et   Jean-Jacques Schleret (Éd. rév. de: SN, voyage au bout de la Noire), Les auteurs de la Série noire, 1945-1995, Nantes, Joseph K, coll. « Temps noir », 1996, 627 p. (ISBN 978-2-910-68611-6, OCLC 300207570), p. 320-321.